# ۲ان۲۲۲۲

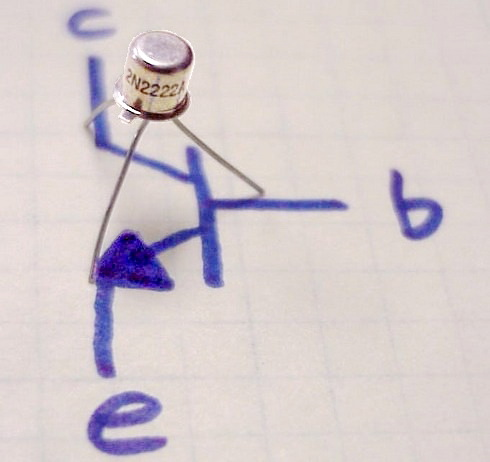
ترانزیستور 2N2222 در پکیج آهنی تی او-۱۸، پایه‌های امیتر، بیس و کلکتور به ترتیب با حروف b ,e و c مشخص شده‌اند.

۲N۲۲۲۲ ترانزیستور رایج دوقطبی پیوندی برای استفاده‌های مختلف در تقویت کم توان و کلید زنی می‌توان از ان استفاده کرد. این ترانزیستور برای جریان کم تا متوسط، توان پایین و ولتاژ متوسط طراحی شده‌است و می‌تواند در سرعت‌های نسبتاً بالا کار کند. این ترانزیستور در پکیج آهنی تی او-۱۸ به تولید گذاشته می‌شود٫ همانند آنچه که در تصویر می‌بینید. جایگزین‌های این ترانزیستور رایج نیز اخیراً موجود است در پکیج‌های پلاستیکی ارزان قیمت تر مانند PN2222 و P2N2222 که مشخصات مشابه با نوع فلزی ان را دارا است به غیر از حداکثر-جریان-کالکتور کمتر. 

ترانزیستور ۲ان۲۲۲۲ ترانزیستوری رایج و قابل توجهی است و معمولاً به عنوان سمبل یک ترانزیستور ان.پی. ان استفاده می‌شود. این ترانزیستور اغلب به عنوان ترانزیستور فرکانس-پایین و همچنین به عنوان ترانزیستوری کوچک برای استفاده‌های عمومی مطرح می‌شود. 

ترانزیستور ۲ان۲۲۲۲ قسمتی از خانواده نیم رساناهایی بود که توسط کمپانی موتورولا بر طبق معاهده ای.ار. دی در سال ۱۹۶۲ معرفی گردید، و بعد از ان هم توسط خیلی دیگر از کمپانی‌ها به تولید گزارده شد مانند: کمپانی تگزاس_اینسترومنتس.